# نرمين المدني
نرمين المدني باحثة من قطاع غزة في مجال الخلايا السرطانية وتحمل شهادة حازت دكتوراة في مجال الأبحاث السرطانية جائزة لوريال اليونسكو عام 2021.

## حياتها
ولدت نرمين في قطاع غزة وأرادت عام 2005 الالتحاق بجامعة الأزهر لدراسة موضوع الطب البشري ولكن الأحداث في قطاع غزة حالت دون ذلك، فالتحقت نرمين بجامعة الأزهر في غزة فنالت درجة البكالوريوس في الصيدلية لتلحق بعدها في الجامعة الأردنية في عمان، فعملت هناك معيدة ومساعدة بحث ونالت درجة الماجستير من ذات الجامعة في تخصص الصيدلة السريرية وبمنحة كاملة من الحكومة الألمانية. في عام 2017 انتقلت نرمين لمتابعة دراستها في ألمانيا في المركز الألماني لبحوث السرطان ونالت درجة الدكتوراة في تشرين الثاني/ نوفمبر عام 2020 حول بحثها حول التحكم في نشاط الخلايا المناعية في الدماغ لتدمير أي أجسام غريبة والخلايا السرطانية.
خلال رحلتها العملية حظيت المدني بالكثير من المنح البحثية من بينها، منحة المركز الدولي للفيزياء النظرية في إيطاليا وكالة لمدة عام في كلية هارفرد عام 2019 في فهم الخلايا السرطانية والخطوط العلاجية المتاحة وحصلت على المركز الأول في هذه الزمالة بين 84 طبيبًا مشاركًا في هذه الزمالة.

## جوائز
جائزة لوريال اليونسكو من أجل المرأة للعلوم عام 2022